# Крымза
Кры́мза — река в Сызранском районе Самарской области, левый приток реки Сызранки. Длина реки — 50 км. Площадь водосборного бассейна — 355 км², по другим данным — 365 км².

## Описание
Начинается из родников на территории Балашейского лесничества в урочище Красная Крымза на склоне неглубокого оврага в зарослях ольхи. Течёт сначала на юг, потом, ниже Заборовки, на восток. В самых низовьях поворачивает на юго-запад. Впадает в Саратовское водохранилище на территории Сызрани.
Основной приток — Малая Крымза. Также имеется 11 притоков длиной менее 10 км, одним из которых является Шварлейка.
Уклон реки — 5,8 ‰. Извилистость реки — 1,21, густота речной сети — 0,2 км/км². Максимальная высота бассейна реки — 316 м. Средний уклон водосбора 32,4 ‰. Четверть территории водосбора покрыта лесом.
Расход воды в 2 км от устья — 0,81 м³/с, может достигать 263 м³/с. Большая часть стока (70 %) приходится на половодье. В период со второй половины ноября по первую декаду апреля замерзает.

## Населённые пункты
Протекает через населённые пункты: Трубетчино, Заборовка, Взгорье, Варламово, Новая Крымза, Сызрань. На реке находятся также садовые участки.

## Охрана природы
Истоки Крымзы были признаны памятником природы регионального значения в 1989 году. Площадь охраняемой территории 727,6 га.

## Этимология
Скорей всего, название реки связано с крымскими татарами, которые действовали в Среднем Поволжье в первой половине XVI века во время правления в Казани крымской династии.

## Данные водного реестра
По данным государственного водного реестра России и геоинформационной системы водохозяйственного районирования территории РФ, подготовленной Федеральным агентством водных ресурсов относится к Нижневолжскому бассейновому округу, водохозяйственный участок реки — Сызранка от истока до города Сызрань (выше города). Речной бассейн реки — Волга от верховий Куйбышевского водохранилища до впадения в Каспий.
Код объекта в государственном водном реестре — 11010001312212100009186.